# Zamek krzyżacki w Grudziądzu
Zamek krzyżacki w Grudziądzu – założony w XIII w., od 1466 r. siedziba starostów królewskich, zachowała się tylko wieża „Klimek”.

## Historia
Przypuszcza się, że piastowski pograniczny gród obronny w Grudziądzu istniejący już przynajmniej w 1065 r., w 1222 r. został po raz kolejny zniszczony wskutek najazdów Prusów. Dowodem na istnienie grodu w miejscu późniejszego zamku jest tzw. dokument z Lonyz z 1223 roku, gdzie wśród dawnych grodów (quondam castra) wymieniono także Grudziądz.
Udokumentowane dzieje zamku wiążą się z przybyciem na ziemię chełmińską Krzyżaków. Pierwsze drewniane fortyfikacje na Górze Zamkowej, dominującej nad doliną Wisły (wysokość względna wzniesienia sięga 60 m) i przyszłym miastem wzniesiono jeszcze przed lokacją, ok. 1235 r. W połowie XIII w. rozpoczęła się budowa zamku ceglanego, którego pierwszą fazę ukończono budować około 1299 roku, gdy konsekrowano zamkową kaplicę. Początki komturstwa grudziądzkiego można datować na okres między 1263 a 1269 rokiem. Około 1300 roku wzniesiono też wieżę Klimek typu bergfried. Zapewne dopiero po 1300 roku wzniesiono skrzydło zachodnie.

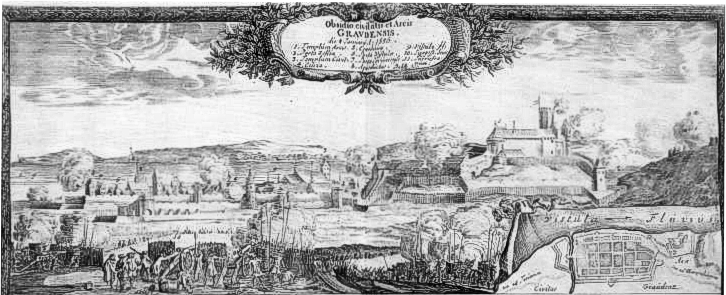
Oblężenie Grudziądza przez Szwedów 4 stycznia 1656 r. Po prawej zamek

Gotycki zamek, należący do większych warowni zakonnych był siedzibą komtura. Było to nieregularne, trapezowate założenie, w którym głównym elementem i dominantą było masywne skrzydło południowe z bramą wjazdową prowadzącą na dziedziniec. Zamek składał się z rozmieszczonego na niższym tarasie od strony miasta przedzamcza i położonego wyżej właściwego zamku na rzucie nieregularnego czworoboku. Reprezentacyjne pomieszczenia mieściły się na piętrze w skrzydle południowym, m.in. kaplica ze słynnym malowanym Poliptykiem Grudziądzkim z końca XIV w. Skrzydło zachodnie, od strony rzeki, pełniło funkcje mieszkalne, a wschodnie gospodarcze. W narożniku północno-zachodnim była usytuowana wysoka cylindryczna wieża obronna zwana Klimkiem. Wieża pełniąca funkcję stołpu i punktu obserwacyjnego miała 30 m wysokości, a wejście do niej prowadziło z murów na wysokości około 13 m przez zwodzoną kładkę. Pełniła również rolę więzienia. W 1338 r. część zabudowań od strony Wisły osunęła się do rzeki.

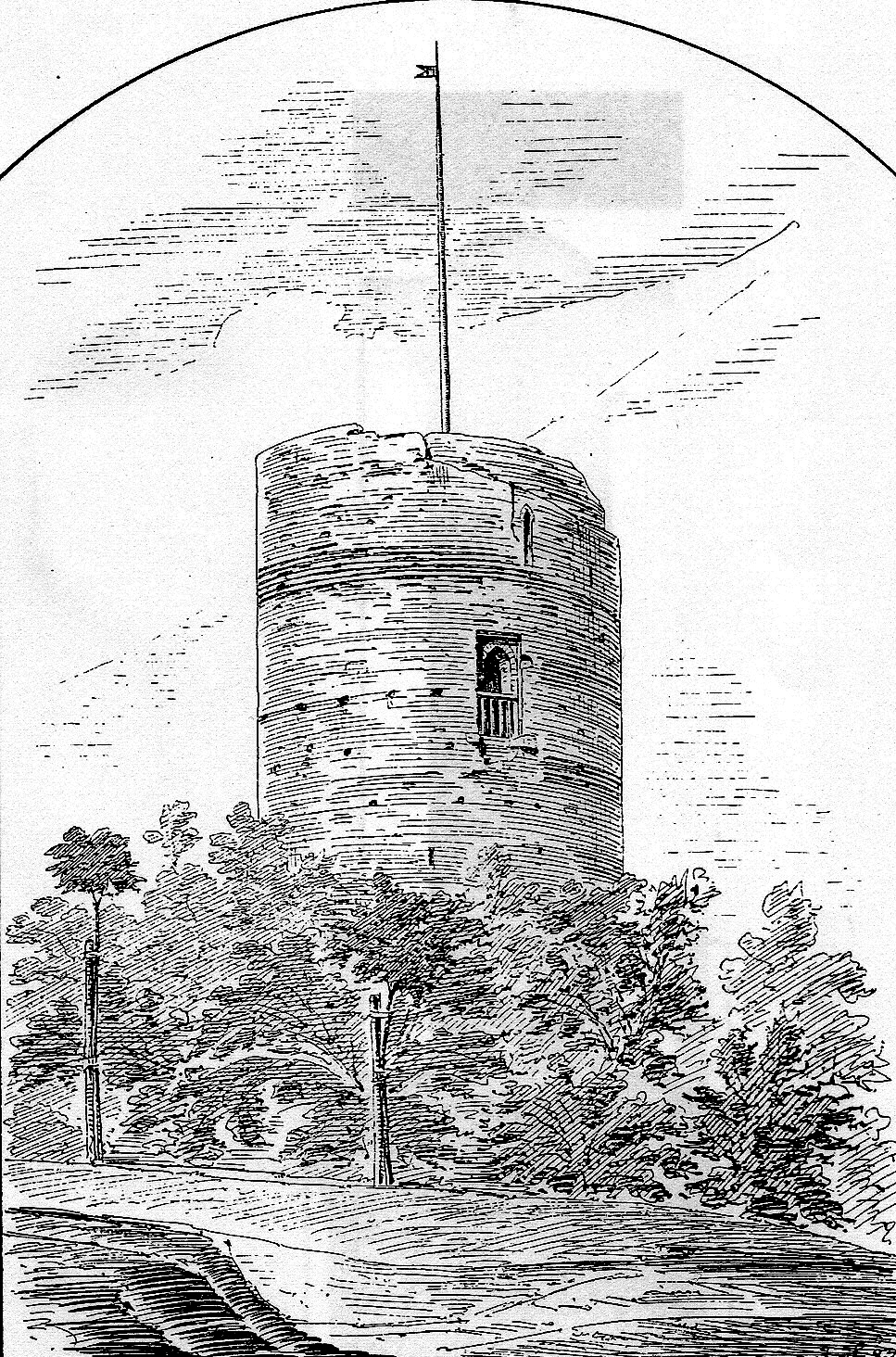
Klimek – wieża zamkowa w Grudziądzu w końcu XIX w.

Po bitwie grunwaldzkiej w 1410 r. zamek był przejściowo zajmowany przez wojska polskie. W 1454 r. został szybko zdobyty przez siły Związku Pruskiego. Po inkorporacji Prus Królewskich do Polski został siedzibą starostów grudziądzkich, jednak mimo to dość często wymagał remontów. Kilkakrotnie gościli tu królowie polscy (Kazimierz Jagiellończyk, Zygmunt August, Stefan Batory, Zygmunt III Waza, Władysław IV, Jan III Sobieski). Przebywał tu również król szwedzki Karol X Gustaw i car Piotr Wielki. Był pustoszony w 1659 r. podczas potopu szwedzkiego i podczas kolejnych wojen w XVIII w. Został prawie doszczętnie rozebrany z polecenia króla pruskiego Fryderyka Wilhelma II w latach 1796-1804, a uzyskane w ten sposób cegły posłużyły budowie cytadeli i więzienia. Podobny los spotkał zamek krzyżacki w Rogóźnie. Z potężnej warowni pozostał zaledwie fragment muru parteru skrzydła południowego, piwnice (obecnie zasypane), filar mostu gotyckiego (obecnie zasypany, odnaleziony przez H. Jacobiego w 1942 podczas prac archeologicznych) i mury kurtynowe od strony ul. Zamkowej i Tkackiej.

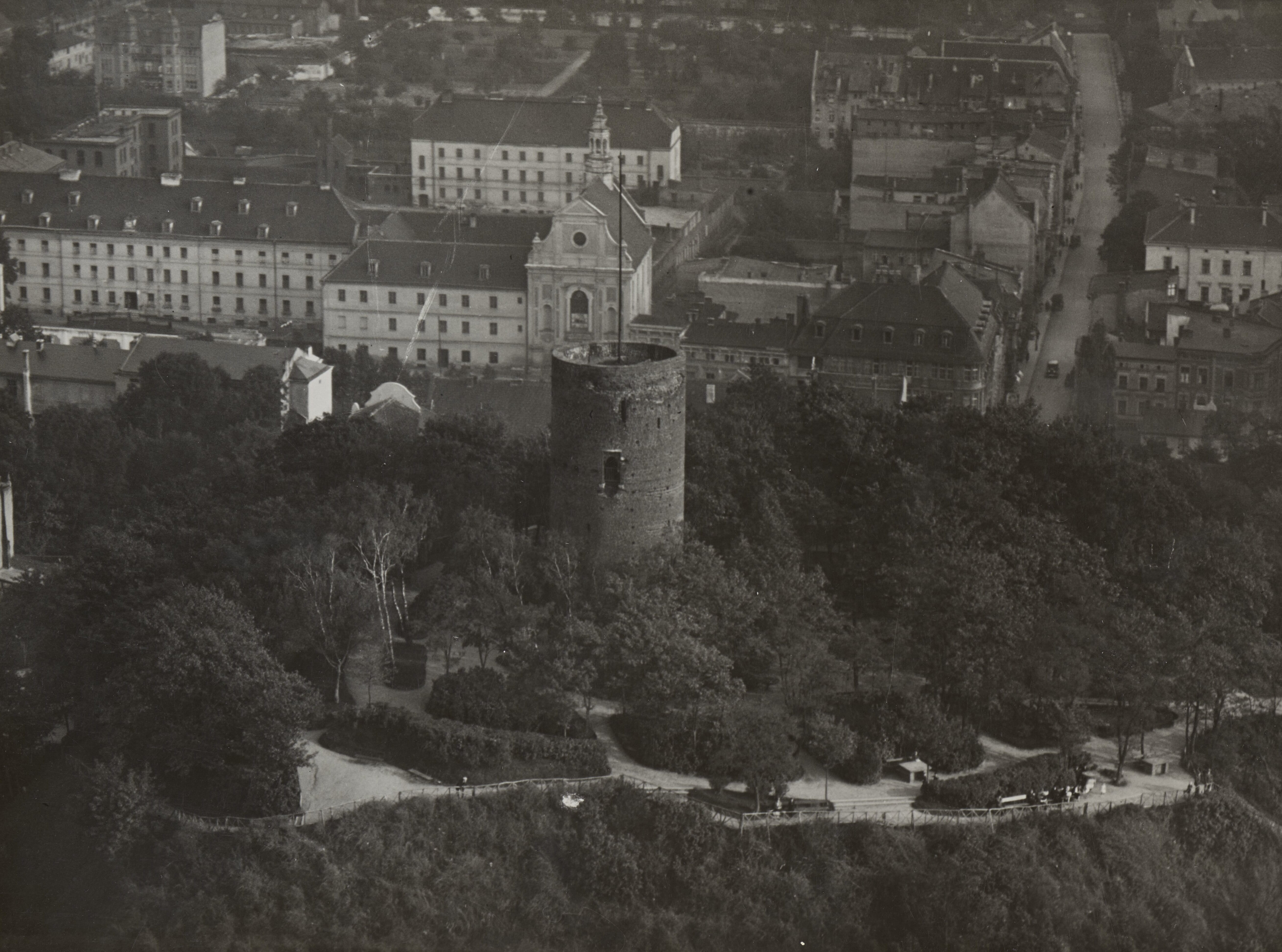
Wieża Klimek lata 30. XX w.

Wygląd zamku znany jest z przekazów ikonograficznych i z opisów lustracyjnych. Pozostał też Klimek, ocalony na osobiste życzenie królowej pruskiej Luizy podczas pobytu w Grudziądzu w ucieczce przed Napoleonem w 1806 r. Już w roku następnym górna część wieży uległa zniszczeniu podczas francuskiego oblężenia twierdzy. W 1839 r. Górę Zamkową (niem. Schlossberg) wydzierżawiło miasto, teren uporządkowano i założono park, natomiast wieża stała się atrakcyjnym punktem widokowym i symbolem Grudziądza.
W 1862 r. opiekę nad terenem roztoczyło Towarzystwo Upiększania Miasta, które w 1872 r. doprowadziło do wykupienia góry przez magistrat. Zaowocowało to dalszymi działaniami porządkowymi, ponadto zbudowano restaurację. W końcu XIX w. odkopano studnię zamkową o głębokości 50 m, pojawiły się też użyte do celów dekoracyjnych zabytkowe kamienne płyty nagrobne. W latach 1901–1902 wykonano malownicze terasy i murki oporowe od strony ul. Podgórnej. Do ocalałego fragmentu muru parteru skrzydła południowego domurowano neogotycki portal w celu uatrakcyjnienia ogólnego wizerunku Góry Zamkowej. Pojawiły się pomniki, wodotryski i place zabaw. W latach 1936–1939 z wieży rozlegał się hejnał grudziądzki skomponowany przez kpt. Stanisława Szpuleckiego.

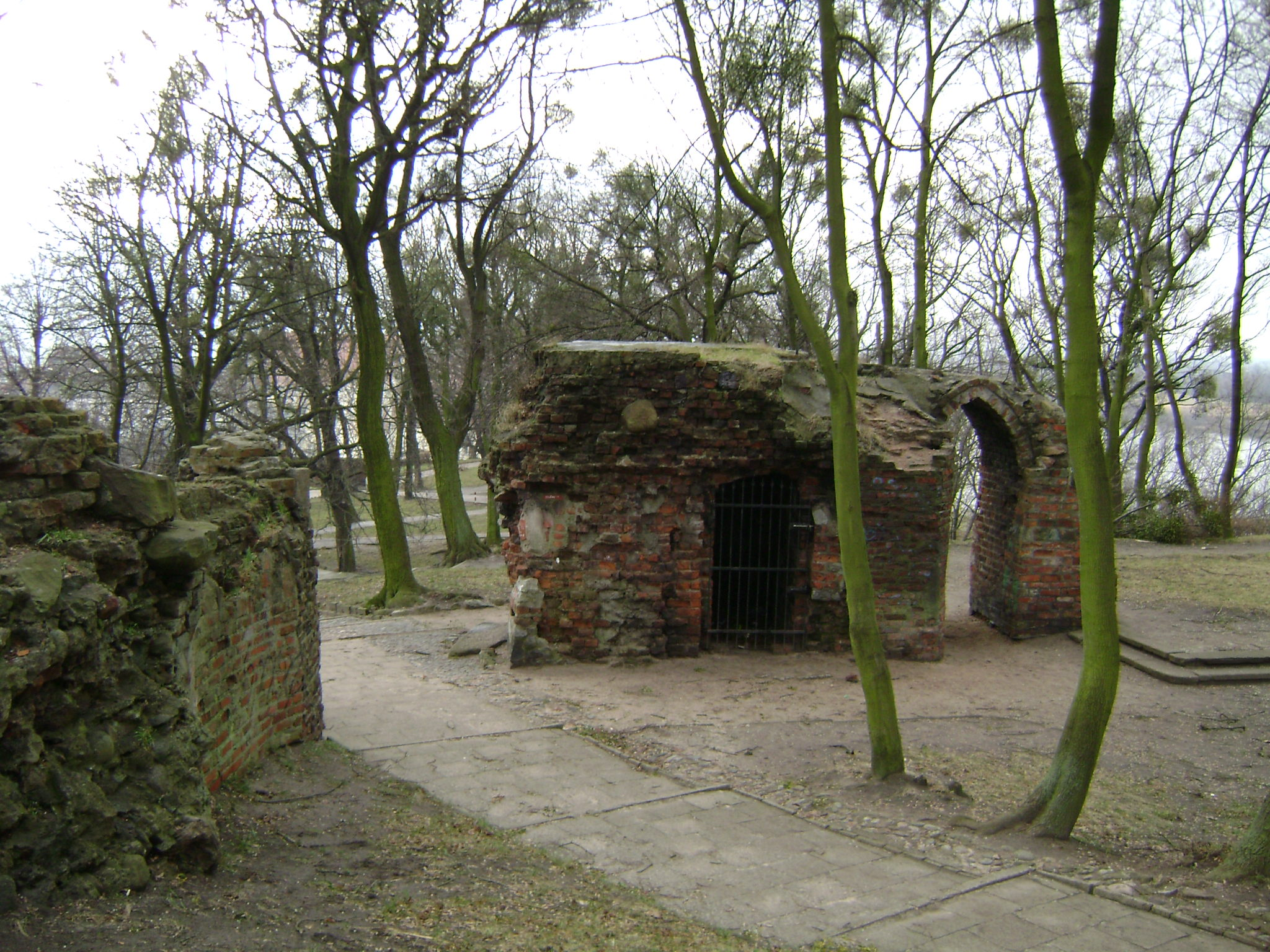
Ruiny kaplicy zamkowej

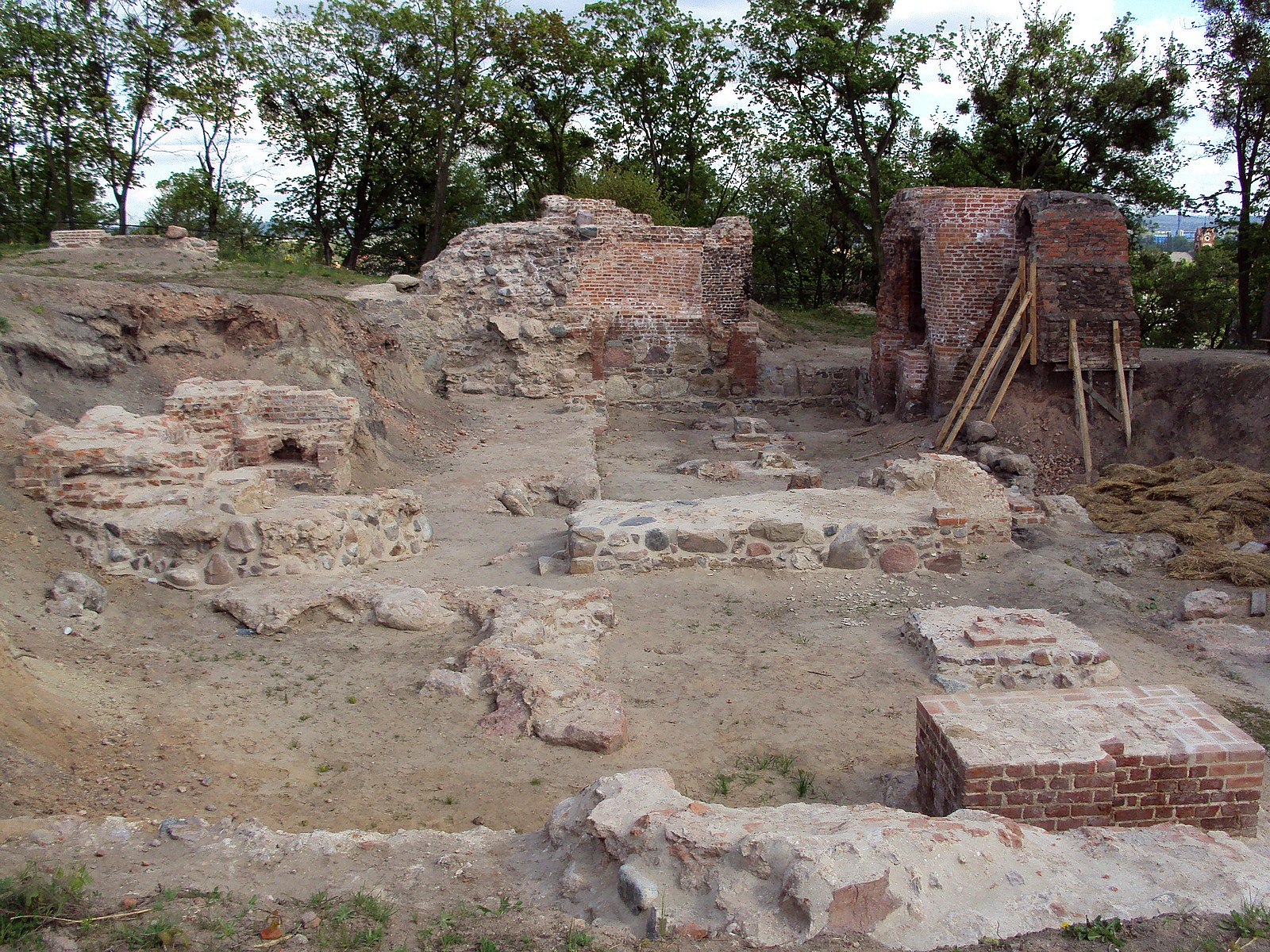
Relikty zamku

W 1942 roku, w czasie okupacji hitlerowskiej badania archeologiczne na terenie zamku prowadził miejski radca budowlany Hans Jacobi. Materiał zgromadzony w trakcie prac archeologicznych posłużył mu do napisania pracy dyplomowej. Dzisiaj jego praca nadal jest skarbnicą wiedzy, jednak powoli zostanie ona zdezaktualizowana. Wiele jego założeń opartych jest na domysłach i spekulacjach, przez co niedokładnie określił położenie murów zamku głównego.
5 marca 1945 r. Klimek został wysadzony w powietrze przez żołnierzy niemieckich, a teren uległ dewastacji. W 1956 r. na gruzach został usypany kopiec widokowy, na którym w 1965 r. ustawiono obelisk w formie Światowida z datami z 900-letniej historii Grudziądza, autorstwa Ferdynanda Kubicy (obecnie w parku miejskim). Jeszcze w latach 70. XX w. w ramach przygotowywania koncepcji rewaloryzacji Starego Miasta rozważano kwestię rekonstrukcji wieży zamkowej.

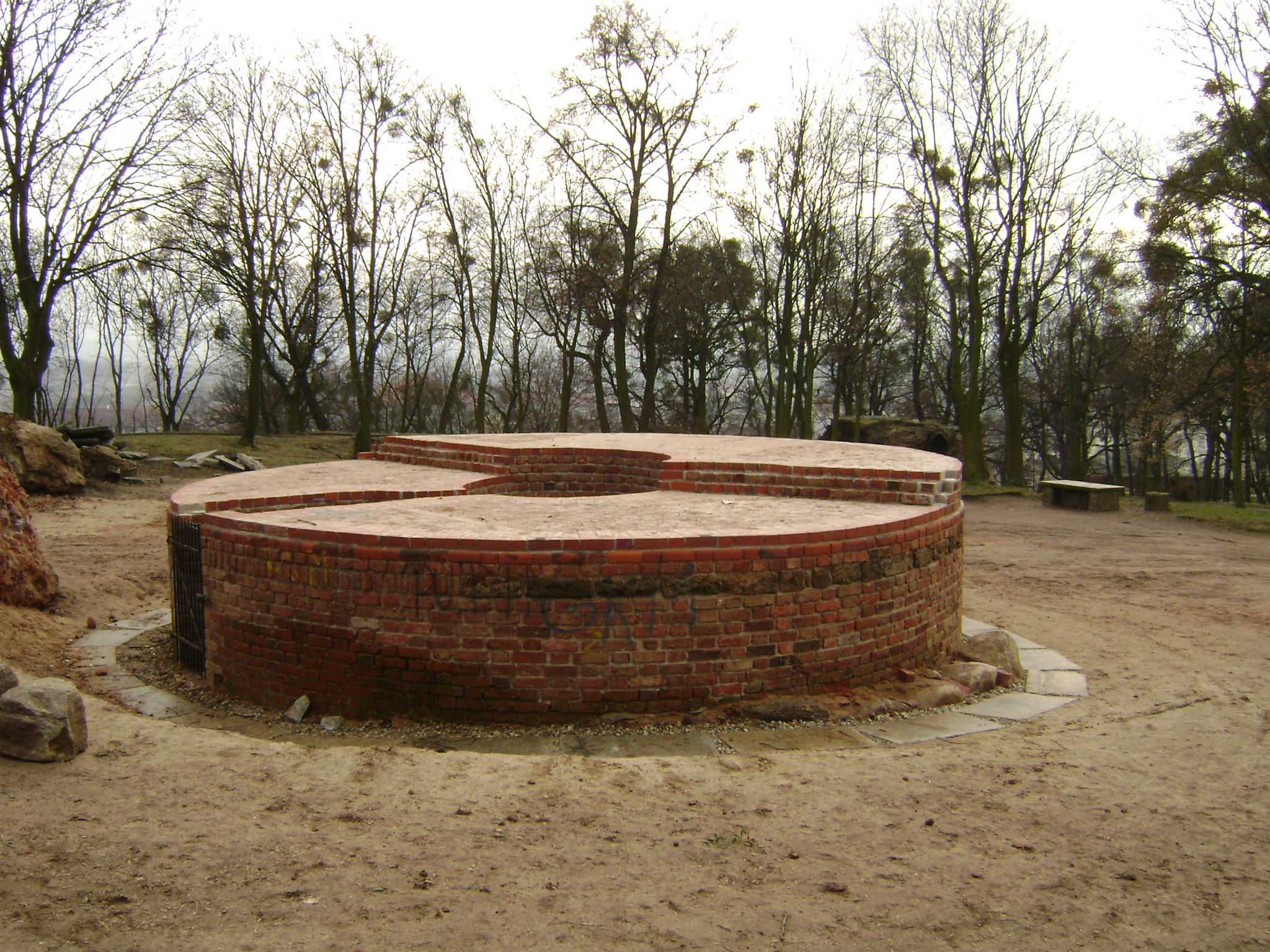
Odrestaurowane ruiny "Klimka" w stanie z 2008 r.

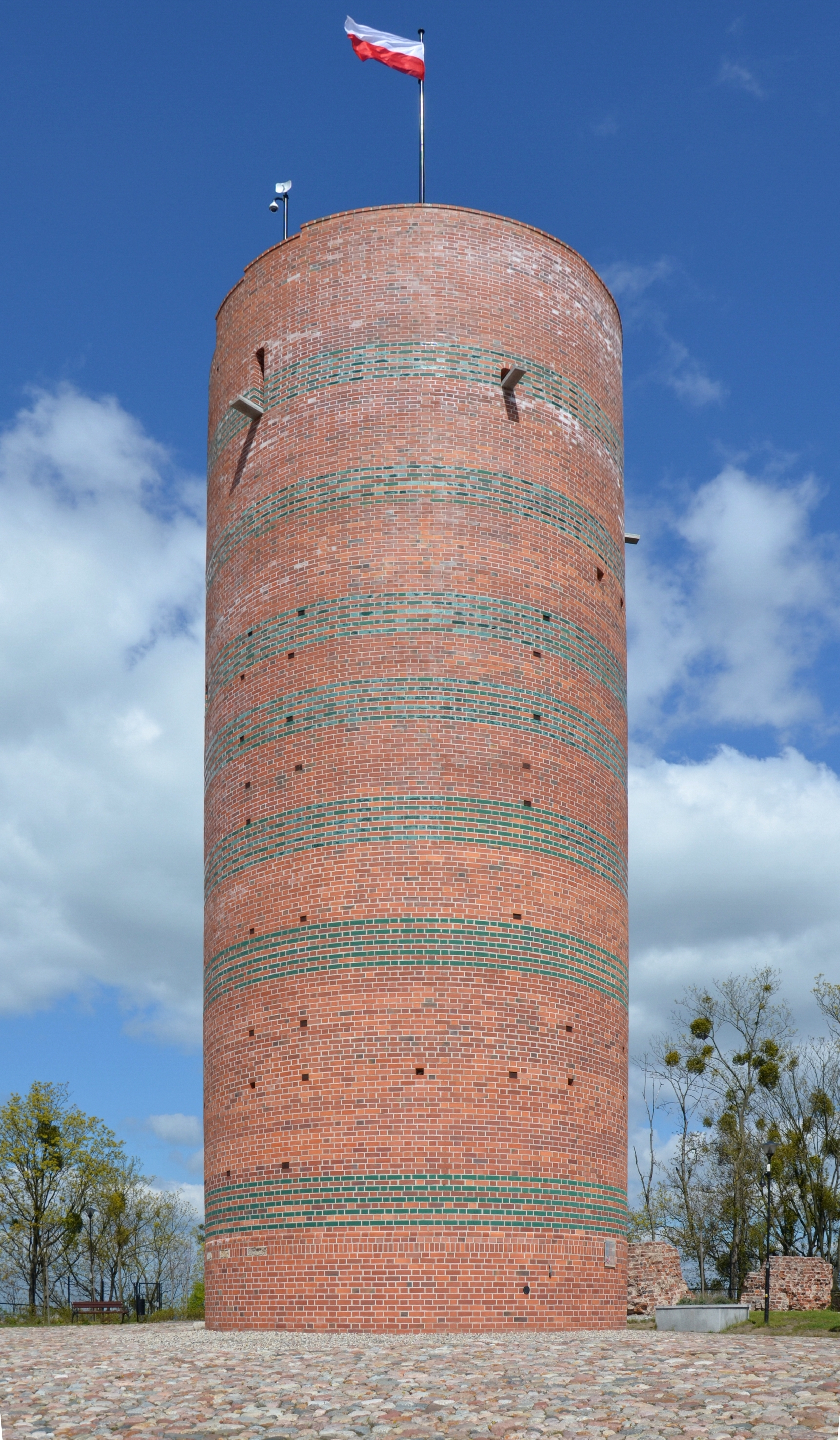
Rekonstrukcja wieży Klimek z 2014 r.

W latach 2006–2007 z inicjatywy społecznego komitetu usunięto z ruin osuwające się zwały ziemi, odsłaniając podstawę wieży. Odsłonięte relikty zabezpieczono oraz nadbudowano rekonstrukcją wieży. Budowa została ukończona w 2014 roku. Góra Zamkowa przyciąga nie tylko rozległym widokiem i historią, ale też starą roślinnością.
Badania prowadzone obecnie na Górze Zamkowej (tj. od 4 czerwca 2008) doprowadziły do odsłonięcia ocalałych reliktów zamku, zabezpieczenia ich opracowania właściwego planu zamku głównego. Teren jest przygotowywany do celów turystyczno-rekreacyjnych.